# Nekropola Su Crucifissu Mannu
Nekropola Su Crucifissu Mannu ('Veliko razpelo') je arheološko najdišče v občini Porto Torres na Sardiniji.
Nekropola vključuje vsaj dvaindvajset Domus de Janas, ki so bili vsi narejeni v obdobju med neolitikom (4. tisočletje pr. n. št.) in bakreno dobo (3. tisočletje pr. n. št.) in so bili intenzivno uporabljeni do časa kulture Bonnanaro (1800–1600 pr. n. št.).
Nekateri objekti so dostopni navpično, drugi preko vodoravnih dromosov (hodnik). Število komor v sistemu se spreminja. Večina ima značilne arhitekturne detajle (tramove, vence, stebre, pilastre, lažna vrata (grobnica 4), stopnice in preklade na stenah velikih glavnih prostorov. Eden ima osrednji steber. Manjši stranski prostori se v nekaterih primerih odpirajo radialno V primeru grobnice XIII jih je skupaj 14, okrašenih s stiliziranimi bikovimi glavami v reliefu.
Kompleks je prinesel velike količine keramike iz kulture Bonnanaro, pa tudi štiri zaščitne plošče za roke iz kulture zvončastih čaš in idole v obliki boginje matere. Med najdbami je tudi človeška lobanja z in vitro trepanacijo.
Skale nad nekaterimi domovi so označene z globokimi vzporednimi vlečnimi oznakami, pojav, ki je še posebej znan na Malti.